# Suspensión hidroneumática

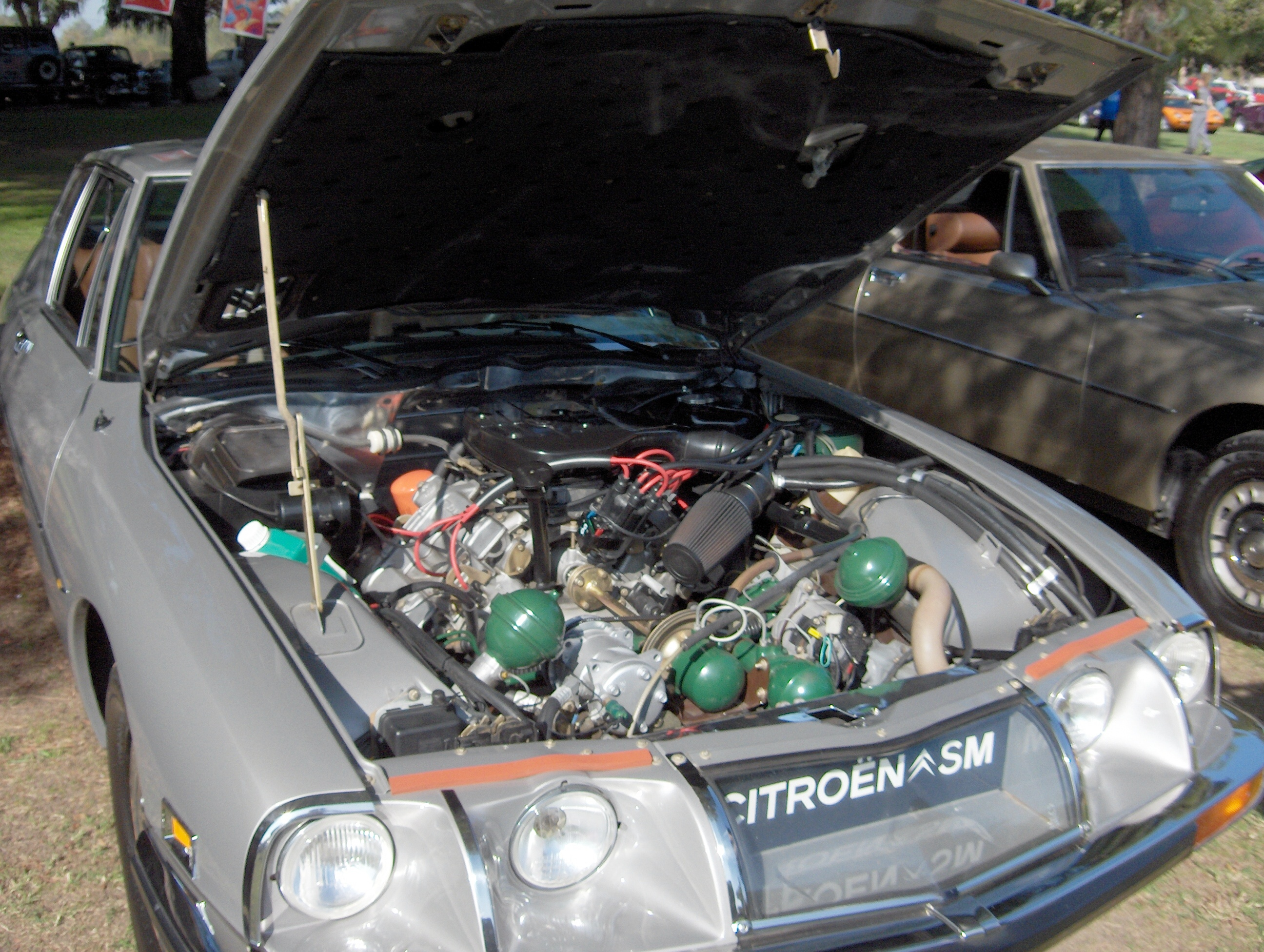
Sistema de suspensión hidroneumática de un Citroën SM de 1972.

La suspensión hidroneumática es un tipo de suspensión de automóvil desarrollado por Citroën y equipado en sus coches, así como adoptado por otros fabricantes, notablemente Rolls-Royce, Mercedes-Benz y Peugeot. También se usó en camiones Berliet. Algunos vehículos militares usan sistemas parecidos.

## Características generales
El objetivo de este sistema es proporcionar una conducción suave y cómoda, obteniéndose simultáneamente un buen control de la trayectoria del vehículo. Su suspensión de nitrógeno es aproximadamente seis veces más flexible que una suspensión convencional equipada con resortes de acero, incorporándose además un sistema autonivelante gracias a sus propiedades dinámicas. Francia destacaba por la baja calidad de sus carreteras en los años de la posguerra de la Segunda Guerra Mundial, por lo que la única forma de mantener una velocidad relativamente alta en un vehículo era que fuese capaz de absorber fácilmente las irregularidades del firme.
Aunque este sistema tiene ventajas inherentes sobre la suspensión con muelles de acero, cuestión generalmente reconocida en la industria automovilística, también tiene cierto grado de complejidad, por lo que fabricantes como Mercedes-Benz, British Leyland (con su sistema de suspensión hidroelástica) y Lincoln han buscado crear variantes más simples.
El sistema usa una bomba movida por el motor mediante una correa o unas levas, para presurizar un fluido hidráulico especial, que permite accionar los frenos, la suspensión y la dirección. También puede impulsar ciertos elementos como el embrague, los faros giratorios en curva e incluso los elevalunas. El sistema de suspensión suele permitir el ajuste de la altura de conducción, con el fin de disponer de un mayor recorrido vertical de las ruedas en terrenos desiguales.
Este sistema de suspensión se denomina «oleoneumática» (oléopneumatique) en la literatura más antigua, indicando que el aceite y el aire son sus principales componentes.
Se han realizado muchas mejoras al sistema a lo largo de los años, incluyendo la dureza variable de la suspensión hidroactiva y el control activo del balanceo del chasis (Citroën Activa). Sus últimas versiones presentan una esfera simplificada que combina bomba y acumulador.
El sistema tuvo un impacto negativo clave sobre su inventor, Citroën: solo los talleres especializados estaban cualificados para trabajar sobre estos automóviles, lo que les hacía parecer radicalmente diferentes del resto para los mecánicos corrientes. Citroën sufrió así el mismo problema que Apple Computer: construir un sistema propietario priva del beneficio del efecto de red.
Los fabricantes de automóviles siguen intentando lograr la combinación de características ofrecidas por este sistema de suspensión de 1955, casi siempre añadiendo dispositivos de control electrónicos a un sistema mecánico convencional de muelles de acero.

## Historia

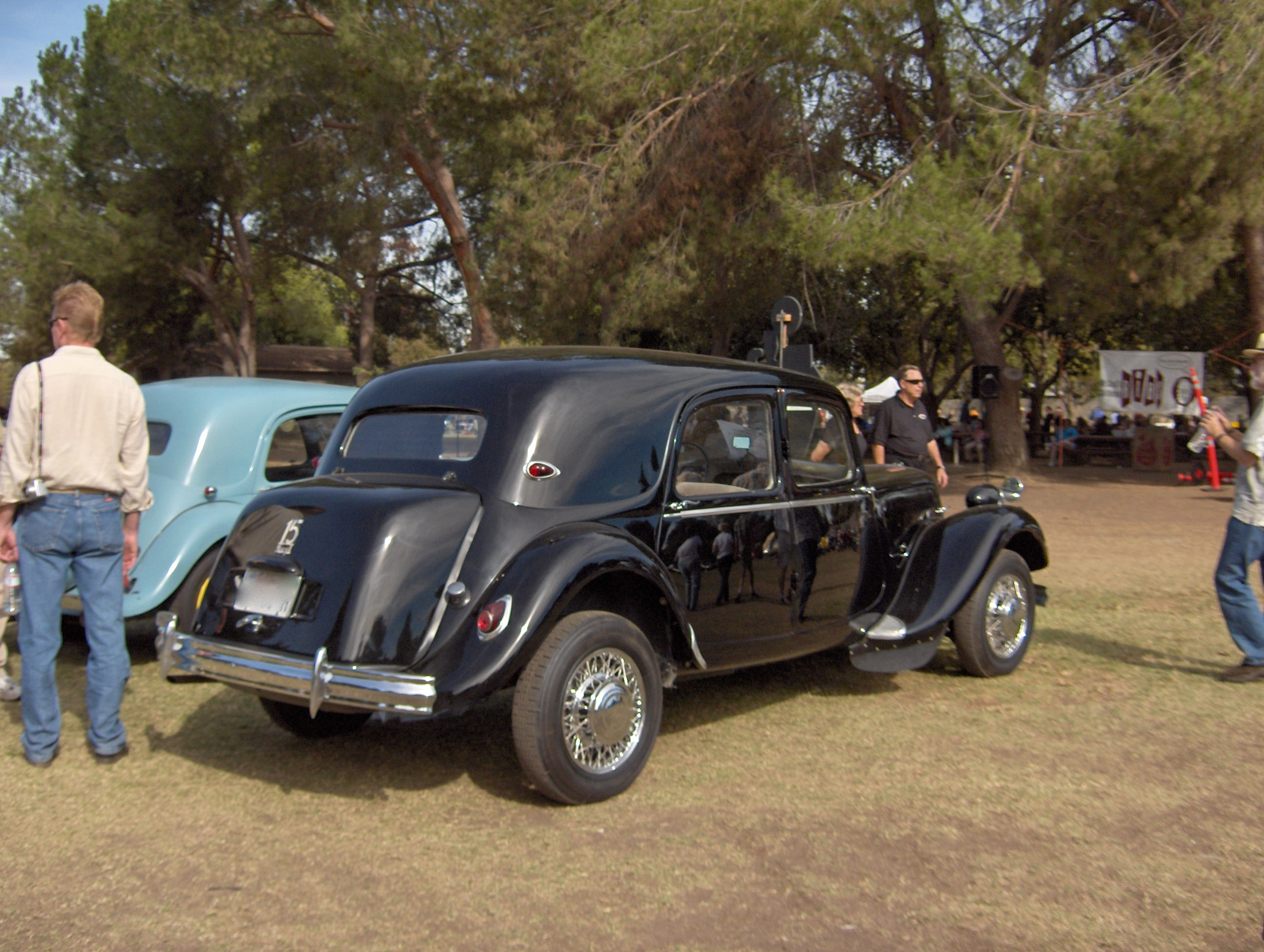
Citroën Traction Avant 15CVH de 1954 (en posición alta)

Citroën introdujo por primera vez este sistema en 1954 en la suspensión trasera del Traction Avant. La primera utilización completa se produjo en el avanzado Citroën DS de 1955.
Los principales hitos en el diseño del sistema hidroneumático fueron:
- Durante la Segunda Guerra Mundial Paul Magès, un empleado de Citroën sin formación académica en ingeniería, desarrolló en secreto el concepto de una suspensión aire/aceite para combinar un nuevo nivel de suavidad con el control y la autonivelación del vehículo.
- 1954 Traction Avant 15H: suspensión trasera, usando el fluido hidráulico LHS.
- 1955 DS: suspensión, dirección asistida, frenos y cambio de marchas/embrague alimentados por un circuito hidráulico de alta presión. Una bomba de 7 pistones movida por correa, de tamaño similar a una bomba de dirección asistida, generaba esta presión cuando el motor estaba en marcha.
- 1962: Morris presenta el BMC ADO16 con suspensión hidroelástica.
- 1964: Mercedes-Benz presenta el modelo 600 con una suspensión de aire diseñada para evitar las patentes de Citroën.
- 1965: Rolls-Royce compra a Citroën la licencia de su tecnología para la suspensión del nuevo Rolls-Royce Silver Shadow.
- 1966: Mercedes-Benz presenta el 6.3, también con suspensión de aire.
- 1966: se introduce el fluido mineral LHM de característico color verde.
- 1970 GS: adaptación de la suspensión hidroneumática a un coche pequeño.
- 1970 SM: dirección asistida con servorretorno variable, llamada DIRAVI, y faros direccionales accionados hidráulicamente.
- 1973 British Leyland presenta la suspensión hydragas en el BMC ADO67
- 1974: El Mercedes-Benz 450SEL 6.9 se convierte en el primer automóvil hidroneumático de Mercedes-Benz, con la bomba impulsada por la correa de distribución del motor en lugar de por una correa externa. Esta adaptación se usó solo para la suspensión: la dirección asistida y los frenos eran convencionales.
- 1975: Citroën CX
- 1982: Citroën BX, con una versión con tracción a las cuatro ruedas en 1990.
- 1989: XM con regulación electrónica del sistema hidroneumático, sensores de medida de la aceleración y otros factores.
- 1990 Peugeot 405 Mi 4x4: primer Peugeot equipado con una suspensión hidroneumática trasera.
- 1993 Xantia: sistema «Activa» (suspensión activa) opcional, eliminando el balanceo del chasis al actuar sobre las barras de torsión. Un Xantia «Activa» era capaz de alcanzar más de un 1 g de aceleración lateral.
- 2001 C5: se elimina la generación de presión hidráulica central. Se combinan la bomba y la esfera de acumulación solo para la suspensión, con sensores de ajuste de altura eléctrica. En el caso del Citroën C5, existen dos tipos de Hydractive, la Hydractive 3, y la Hydractive 3+, cuya diferencia es que la Hydractive 3+ monta una esfera más, haciendo que esta suspensión se dote de la función sport, volviendo la suspensión más dura. También hay que destacar que el sistema de frenado y suspensión han dejado de compartir instalaciones, pasando ahora a usar el LDS única y exclusivamente en suspensión y dirección.
- 2004 C5: la bomba de alta presión pasa a ser eléctrica.
- 2005 C6: el Citroën C6 adopta sobre el C5 una nueva suspensión Hidractiva asociada a una amortiguación variable, para conseguir un perfecto equilibrio entre confort, comportamiento en carretera y dinamismo.
- 2008 C5: esta suspensión pasa a ser opcional en el tercer modelo de C5.
- 2015: El CEO de Citroën Carlos Tavares, anunció el fin de la hidroneumática, una vez terminado el periodo comercial del C5 actual
- 2017: Sale de la fábrica el último vehículo con suspensión hidroneumática,se trata de un Citroën C5 XTR

En 2018 Citroën lanza una revisión del C4 Cactus que incorpora una nueva suspensión con Amortiguadores Hidráulicos Progresivos (PHV, Progressive Hydraulic Cushions), una alternativa económica a la suspensión hidroneumática tradicional manteniendo, según Citroën, gran parte del confort y del efecto "alfombra mágica". Consiste en dos topes hidráulicos (uno de extensión y otro de compresión) con el fin de que la suspensión trabaje de forma progresiva en función de la carretera. Citroën tiene previsto incorporar esta suspensión paulatinamente a todos sus modelos. Actualmente (febrero de 2019) está disponible en el C4 Cactus y C5 Aircross.

## Funcionamiento

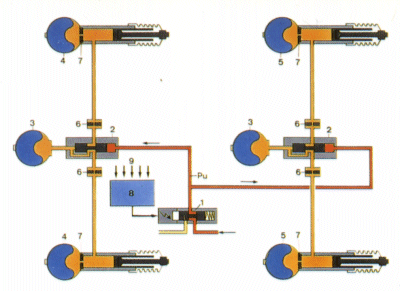
Diagrama del sistema Hydractive, mostrando las esferas centrales y las válvulas de rigidez

En el corazón del sistema, funcionando como un cárter de presión además de como elementos de suspensión, están las llamadas «esferas», de cinco a ocho en total, una por cada rueda más un acumulador principal y otras dedicadas a controlar, por ejemplo, la "flexibilidad" o dureza de la suspensión. Los modelos equipados con sistema antibalanceo (sistema que solamente se ha montado en los Xantia Activa) van equipados con 10 esferas. Cada una consiste en una bola metálica hueca, abierta por el fondo, con una membrana flexible de goma (hay varios tipos: desmopan, urepan, multicapa y soucoupe) sujeta en el centro de la esfera, dividiéndola en dos mitades. La mitad superior se llena con nitrógeno a alta presión, hasta 75 bares, y la inferior está conectada al circuito de presión del coche. La bomba de alta presión, impulsada por el motor, presuriza el circuito y una esfera acumuladora. Esta parte de circuito alcanza una presión de entre 150 y 180 bares. Alimenta los frenos delanteros primero, a los que se da prioridad mediante una válvula de seguridad, y según el tipo de sistema también puede alimentar, por ejemplo, la dirección asistida, el cambio de marchas, etcétera.
La presión va desde este circuito a las esferas de las ruedas, presurizando la parte inferior de las mismas y las barras conectadas a la suspensión de la rueda. La suspensión funciona cuando la barra presiona el fluido LHM al interior de la esfera. El LHM se comprime a través de esta válvula, lo que provoca resistencia y controla los movimientos de la suspensión, siendo el amortiguador más simple y uno de los más eficientes. La autocorrección de altura del coche funciona gracias a un sistema que permite que más fluido viaje bajo presión al sistema de barra y esfera cuando detectan que la altura de la suspensión es más baja de lo normal (por ejemplo, cuando el coche está cargado). Cuando el coche está demasiado alto (es decir, cuando se descarga) el fluido es devuelto al sistema de reserva a través de un circuito de retorno a baja presión. Los correctores de altura funcionan con algún retardo para no corregir los movimientos normales de suspensión. Los frenos traseros son impulsados desde las esferas de suspensión traseras. Debido a que la presión en ellas es proporcional a la carga, así lo es también la fuerza de frenado.

## LHM
Citroën advirtió rápidamente que el líquido de frenos normal no funciona muy bien a alta presión, por lo que desarrolló un nuevo fluido verde, el LHM (Liquide Hydraulique Minéral, ‘líquido hidráulico mineral’), un aceite mineral bastante parecido al fluido de la transmisión automática. El aceite mineral no es higroscópico (es decir, no absorbe agua del aire), a diferencia del líquido de frenos normal, por lo que no se forman burbujas de gas en el sistema. El uso de aceite mineral se extendió posteriormente desde Citroën, Rolls-Royce, Peugeot y Mercedes-Benz hasta Jaguar, Audi y BMW.

## LDS
En el caso del Citroën C5, el líquido de la suspensión se cambió, dejando de usar el LHM y pasando a usar el Fluide LDS, un líquido que en este caso ya no comparte instalaciones con el sistema de frenado. El LDS solamente se usa para la servodirección y para la suspensión del vehículo. Este líquido solamente se debe de usar en la Hydractive 3 o 3+.

## Fabricación
Toda la parte a alta presión del sistema se fabrica con tubos de acero de pequeño diámetro, conectados a las unidades de control de válvulas mediante tubos de unión de tipo Lockheed con sellos especiales hechos de desmopan, un tipo de goma compatible con el fluido LHM. Las partes móviles del sistema, es decir, los amortiguadores de suspensión o el cilindro de dirección, se sellan con tolerancias extremadamente bajas entre el cilindro y el pistón para ajusten bien bajo presión. Las otras partes de plástico o goma son los tubos de retorno desde las válvulas, como el control de frenos o las válvulas correctoras de altura, tomando también el fluido filtrado de los émbolos de suspensión. Las partes de metal y aleación del sistema raramente fallan incluso tras kilometrajes excesivamente altos, pero los componentes de goma (especialmente los expuestos al aire) pueden endurecerse y agrietarse, siendo los puntos de fallo típicos del sistema, que se deben cambiar cada cierto tiempo.
Las esferas no sufren desgaste mecánico pero sí pérdida de presión, principalmente debido a que el nitrógeno se escapa de forma natural a través de la membrana, lo que sucede típicamente cada 60 000 a 100 000 km. 
Las esferas usadas originalmente tenían una válvula en su parte superior para permitir la recarga. Las modernas carecen de dicha válvula, pero pueden ser actualizadas, cambiando las esferas. Aunque una esfera recargable tiene una vida mayor, las membranas terminarán desgastándose, si bien esto puede necesitar unos 20 años. 
Una membrana rota significa la pérdida de suspensión en la rueda correspondiente, si bien la altura de conducción no se ve afectada. En el caso de la esfera acumuladora, la rotura de la membrana implica depender de la bomba de alta presión como única fuente de presión para los frenos delanteros.